# Idiocerus rutilans
Idiocerus rutilans är en insektsart som beskrevs av Carl Ludwig Kirschbaum 1868. Idiocerus rutilans ingår i släktet Idiocerus och familjen dvärgstritar. Inga underarter finns listade i Catalogue of Life.